# جاستن إدغار
جاستن إدغار (بالإنجليزية: Justin Edgar)‏ هو مخرج بريطاني، ولد في 18 أغسطس 1971 في Handsworth, West Midlands ‏ في المملكة المتحدة.

## وصلات خارجية
- جاستن إدغار على موقع IMDb (الإنجليزية)
- جاستن إدغار على موقع ألو سيني (الفرنسية)
- جاستن إدغار على موقع أول موفي (الإنجليزية)
- جاستن إدغار على موقع قاعدة بيانات الفيلم (الإنجليزية)
- جاستن إدغار على موقع كينوبويسك (الروسية)